# The Chapeltown Rag
The Chapeltown Rag è un singolo del gruppo musicale statunitense Slipknot, pubblicato il 5 novembre 2021 come primo estratto dal settimo album in studio The End, So Far.

## Descrizione
Il brano trae ispirazione dagli omicidi commessi da Peter Sutcliffe e come i media locali hanno trattato la vicenda; il titolo prende infatti il suo nome da una delle città dove Sutcliffe ha commesso i suoi crimini. Riguardo al significato del testo, il frontman Corey Taylor ha spiegato:

## Promozione
Dopo aver condiviso frammenti del brano attraverso un sito apposito, il gruppo ha annunciato il 4 novembre 2021 che il brano sarebbe stato suonato per la prima volta dal vivo la sera successiva in occasione del Knotfest di Los Angeles.

## Video musicale
Dopo aver reso disponibile un visualizer in concomitanza con il lancio del singolo, il 17 febbraio 2022 il gruppo ha caricato sul proprio canale YouTube un video, diretto da Shawn Crahan, che alterna scene provenienti da alcune esibizioni dal vivo del 2021.

## Tracce
Testi e musiche di Slipknot.
1. The Chapeltown Rag – 4:51

## Formazione
Hanno partecipato alle registrazioni, secondo le note di copertina di The End, So Far:
Gruppo
- Corey – voce
- Mick – chitarra
- Sid – giradischi
- Clown – percussioni
- Alessandro – basso
- Jay – batteria
- Michael – percussioni
- James – chitarra
- Craig – campionatore, effetti

Produzione
- Slipknot – produzione
- Joe Barresi – produzione, registrazione, missaggio al JHOC
- Matt Tuggle – assistenza tecnica
- Kelsey Porter – assistenza tecnica
- Brian Rajarantam – assistenza tecnica
- Jun Murakawa – assistenza tecnica
- Jerry Johnson – tecnico della batteria
- Billy Bowers – montaggio parti di batteria
- Bob Ludwig – mastering

## Classifiche
| Classifica (2021)                | Posizione massima |
| -------------------------------- | ----------------- |
| Stati Uniti (hard rock)          | 1                 |
| Stati Uniti (mainstream rock)    | 28                |
| Stati Uniti (rock & alternative) | 19                |